# Collider
Collider — развлекательный веб-сайт, основанный Стивом Вайнтраубом в июле 2005 года. Специализируется на кино, телевидении и видеоиграх.

## История
В 2012 году Вайнтрауб был номинирован на премию Международной гильдии кинематографистов за работу над своим сайтом. В январе 2015 года компания Complex купила Collider.com, а в феврале 2018 года перепродала его Марку Фернандесу.